# Philadelpho Azevedo
José Philadelpho de Barros e Azevedo (ur. 12 marca 1894 w Rio de Janeiro, zm. 7 maja 1951 w Hadze) – brazylijski prawnik, sędzia Międzynarodowego Trybunału Sprawiedliwości.

## Wykształcenie
Ukończył studia 1. stopnia w Colégio Pedro II w Rio de Janeiro w 1910 oraz studia prawnicze na tej uczelni w 1914 uzyskując stopień doktora prawa. Studiował również w Ècole de Sciences Politiques w Paryżu w 1927.

## Kariera
W 1917 został mianowany profesorem filozofii w Colégio Pedro II, a w 1932 profesorem prawa cywilnego na Narodowym Wydziale Prawa w Universidade Federal do Rio de Janeiro. Pełnił funkcje dziekana wydziału i prorektora University of Brazil.
Był adwokatem, przewodniczącym stowarzyszenia adwokatów Brazylii. W 1942 został sędzią Najwyższego Sądu Federalnego Brazylii..
Był delegatem Brazylii na wielu kongresach międzynarodowych prawa porównawczego. Członek wielu towarzystw naukowych.
W 1946 został wybrany sędzią Międzynarodowego Trybunału Sprawiedliwości. Funkcję tę pełnił do swej śmierci 7 maja 1951 w Hadze.